# HMS Ark Royal (R09)
HMS Ark Royal (R09) je bývalá letadlová loď britského královského námořnictva třídy Audacious. Před svým vyřazením v roce 1978 to byla poslední letadlová loď Royal Navy, na jejíž palubu letadla přistávala pomocí zádržných systémů a startovala pomocí katapultu. Byla první letadlovou lodí na světě, která měla úhlovou letovou palubu. První americká letadlová loď s tímto prvkem byla USS Forrestal. Ark Royal vstoupila do služby 25. února 1956, to bylo o osm měsíců dříve než USS Forrestal.

## Výstavba a konstrukce

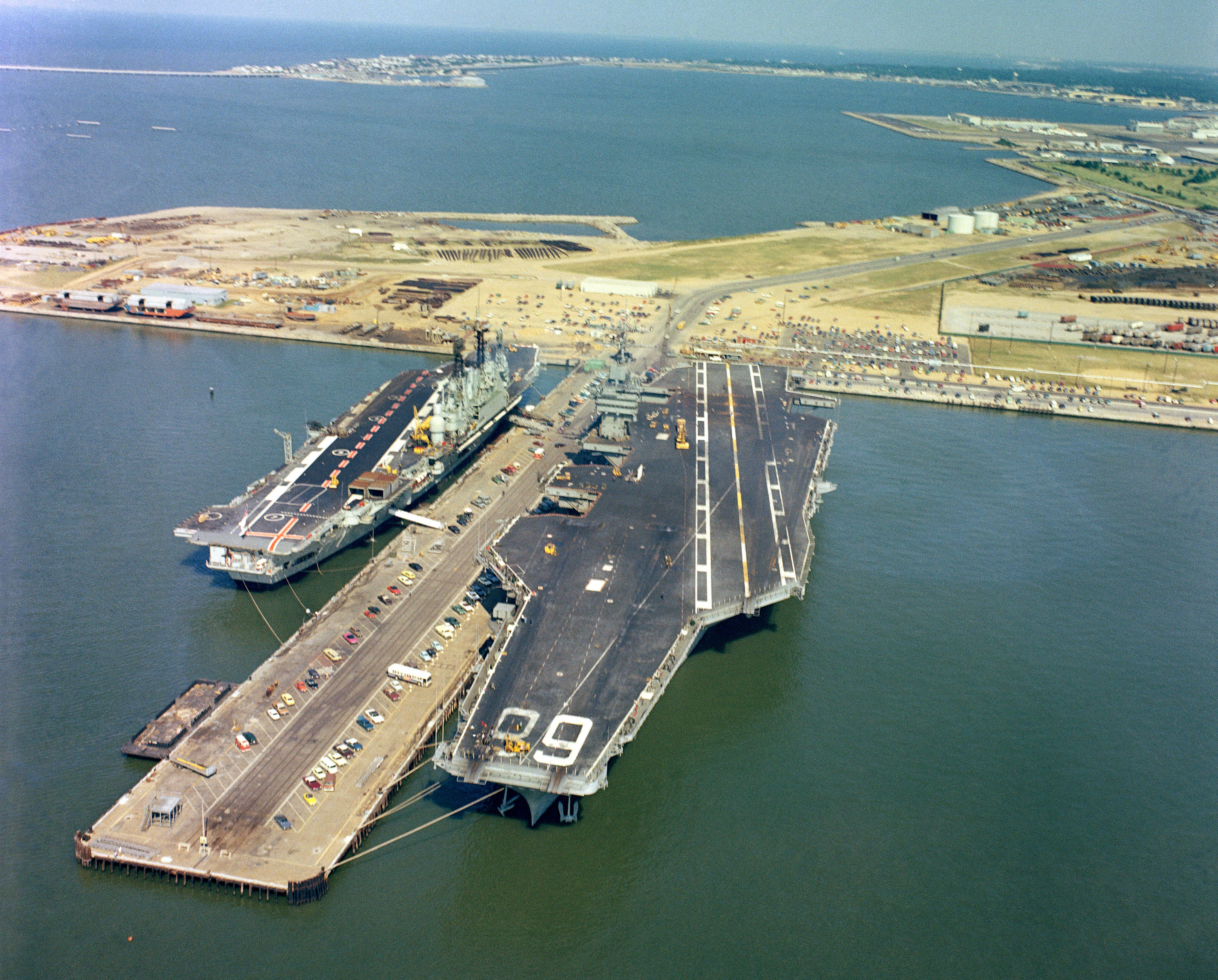
Ark Royal (vlevo) vedle USS Nimitz v roce 1978

HMS Eagle, která byla sesterskou lodí Ark Royal se původně měla jmenovat HMS Audacious. Podle toho se třída jmenuje Audacious. Původně měla třída obsahovat čtyři plavidla. Po válce byla ale výstavba HMS Africa a původní HMS Eagle zrušena a výstavba zbylých dvou lodí byla na několik let pozastavena. Obě plavidla by byly během služby podstatně vylepšeny.
Loď se původně měla jmenovat Irresistible, ale ještě před tím, než byla spuštěna na vodu, byla přejmenována na Ark Royal. Předchozí Ark Royal, jež byla taktéž letadlovou lodí byla v listopadu 1941 při návratu do Gibraltaru zasažena torpédem z německé ponorky U 81. 14. listopadu 1941 byla pak potopena.
Na vodu byla spuštěna v roce 1950 a její dokončení trvalo ještě dalších 5 let. V té době byla pozměněna její konstrukce, a proto se v době jejího dokončení výrazně odlišovala od její sesterské lodi. Po vstupu do služby měla úhlovou letovou palubu natočenou o 5.5°. Dále měla dva plynové katapulty, z jejichž pomocí mohla letadla až o váze 14 tun vzlétnout z lodi, nesla upravenou výzbroj a obsahovala nový optický systém přistání letadel. Na levé straně byl výtah. Jednalo se o první britskou loď s tímto zařízením. Ark Royal byla první lodí, která měla úhlovou letovou palubu a parní katapulty. Tyto prvky byly postaveny, když byla spuštěna na vodu. Inovace umožnily letadlům vzlétat a přistávat ve stejný čas. Délka letové paluby byla 245 metrů.
Zhruba rok po tom, co loď vstoupila do služby, jí byly odebrány 113mm kanóny kvůli manipulaci s letadly na úhlové letové palubě. O čtyři roky později byl rovněž odstraněn výtah a přední 113 mm děla. Zbylé 113mm kanóny byly odstraněny během modernizace v roce 1964. Od března 1967 do února 1970 podstoupila loď poslední velkou přestavbu, která se podobala přestavbě její sesterské lodi HMS Eagle. Rovněž bylo přidáno několik vylepšení, která umožnila pohodlně obsluhovat větší stroje Phantom a Buccaneer Mk.2. Stejně jako na Eagle i na Ark Royal zahrnovaly její změny úhlovou palubu natočenou o úhel 8.5° a nové katapulty (včetně lanových chytačů). Taktéž byla vylepšena řídící letová věž a byla částečně vylepšena elektronika. Přestože některé původní radary byly zachovány, loď nedostala nové 3-D vyhledávací radary, jenž byly instalovány na její sesterskou loď. Velikost letové paluby byla zvětšena, čímž se lodi dostalo nové místo na 'zaparkování' letadel na palubě. Tohoto bonusu se HMS Eagle nedočkala. Kromě toho byla Ark Royal vybavena čtyřmi systémy Seacat, ale systémy nebyly nikdy nainstalovány. To znamenalo, že lodi se nedostalo nových obranných prvků.
Zpočátku loď mohla nést až 50 strojů. Na její palubě se objevovaly stroje jako Hawker Sea Hawk, De Havilland Sea Venom, Fairey Gannet, Douglas A-1 Skyraider a různé druhy vrtulníků. Později se zvyšovala velikost a složitost strojů. V roce 1978, kdy byla vyřazena ze služby, byla schopná nést 40 strojů.

## Historie

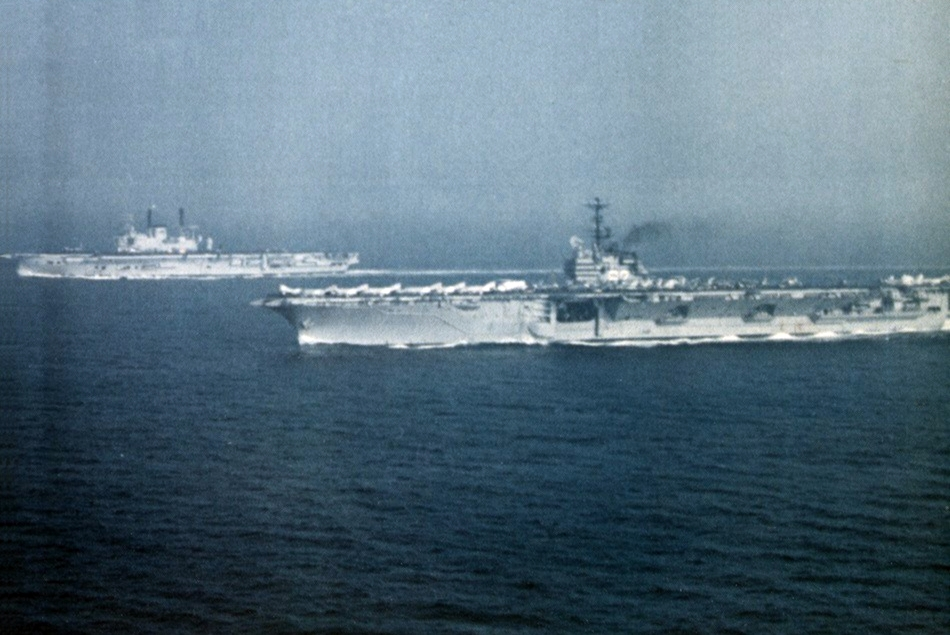
HMS Ark Royal a USS Independence v roce 1971 v severním Atlantiku.

Ark Royal se zúčastnila jako součást britského královského námořnictva a NATO mnoha vojenských cvičení. Bojů se ale nikdy neúčastnila. V roce 1956, rok po jejím vstupu do služby, se neúčastnila bojů při Suezské krizi kvůli odzkoušení nových zařízení po modernizaci. V roce 1963 se na lodi nacházela letadla Hawker P.1127 s charakteristikou V/STOL. Z těchto letadel byly později vyvinuty Harriery.
V roce 1965 byla součástí sil prosazující námořní blokádu Rhodesie. V roce 1966 chtěla Británie vyřadit ze služby letadlové lodě, avšak na začátku 70. let loď prošla modernizací a její možné vyřazení by souviselo s politickými záležitostmi. Nová vláda přezkoumala tento případ a došla k závěru, že pobřežní letecké základny by neposkytovaly adekvátní možnosti a tudíž nebylo v zájmu Británie zbavovat se letadlových lodí.
9. listopadu 1970 během cvičení NATO ve Středomoří se Ark Royal srazila se sovětským torpédoborcem třídy Kotlin, který ji sledoval (běžná praxe během studené války). Ark Royal byla jen lehce poškozena, zatímco sovětský torpédoborec utrpěl menší škody a postrádal dva členy posádky. Velící důstojník Ark Royal, kapitán Ray Lygo byl během následného vojenského soudu zbaven všech obvinění.
V roce 1970 nesla Ark Royal 39 letadel. Letka se tehdy skládala ze dvanácti Phantomů, ze čtrnácti Buccaneerů, ze čtyř Gannetů, ze šesti vrtulníků Sea King, dvou Wessex HAR a z jednoho letounu Gannet COD, který byl později nahrazen letounem AEW. V červenci 1976 reprezentovala Británii na oslavě dvoustého výročí vyhlášení nezávislosti USA na Velké Británii ve Fort Lauderdale na Floridě.

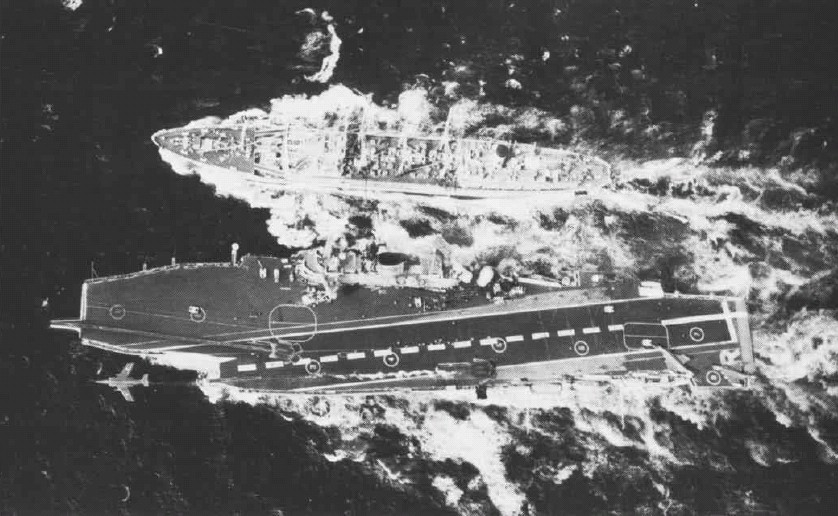
Pohled na HMS Ark Royal v roce 1970

V roce 1972 se letouny Buccaneer na palubě HMS Ark Royal zúčastnili mise, při které měly zabránit možné Guatemalské invazi na Britský Honduras, jenž se krátce poté stal nezávislým na Velké Británii.
4. prosince 1978 loď naposledy vplula do svého domovského přístavu v Devonportu. 14. února 1979 byla vyřazena ze služby. Na lodi v tu dobu naposledy zavlál bílý prapor. 29. března MOD oznámila, že bude prodána do šrotu. Tím skončily veškeré plány na její záchranu. 22. září opustila Devonport, aby pokračovala do Skotska, kde měla být sešrotována. Tam dorazila 28. září 1980. Dokončení jejího sešrotování trvalo až do roku 1983. Z lodi zůstaly různé části jako suvenýry nebo památníky, které jsou vystaveny v lodním muzeu v Yeoviltonu. Během jejího působení ve službě měla Ark Royal 21 velitelů.